# Żołnierz Polski
Żołnierz Polski – polskie czasopismo przeznaczone dla żołnierzy Wojska Polskiego, a po 1945 dla społeczeństwa, wydawane w latach 1919–2005.

## Historia
Pismo zostało założone 28 marca 1919, jako tygodnik, następnie dwutygodnik, a od 1935, jako dekadówka.
9 lutego 1921 zostało połączone z pismami „Wiarus”, „Rycerz Polski” i „Łazik”.
Od lutego 1941 do grudnia 1944 (okres II wojny światowej) było wydawane w Warszawie, w konspiracji, jako miesięcznik. W tym czasie wydano ogółem czterdzieści dwa numery, w nakładzie do 12 tys. egzemplarzy. Wydawane było przez Wydział Redakcji Fachowych Pism Wojskowych Biura Informacji i Propagandy Komendy Głównej Związku Walki Zbrojnej-Armii Krajowej. Redaktorem naczelnym czasopisma był ppłk Mieczysław Biernacki.
Reaktywowane 24 sierpnia 1945, jako tygodnik ilustrowany Głównego Zarządu Polityczno-Wychowawczego Wojska Polskiego oraz Zarządu Głównego Ligi Przyjaciół Żołnierza, a później Ligi Obrony Kraju.

## Redaktorzy
Redaktorzy naczelni
- Juliusz Kaden-Bandrowski (1918–1919)
- ppłk adm. Artur Oppman (od 27 II 1921)
- kpt. adm. Stanisław Falkiewicz (1927 – IX 1932[1])
- kpt. piech. Józef Stojek (p.o. IX – XII 1932[2])
- kpt. piech. Adam III Kowalski (od XII 1932)
- Mieczysław Biernacki (1942–1944)
- Stanisław Ryszard Dobrowolski (1958–1959)

Redaktorzy
- Janusz Przymanowski